# Brundorf (Rothenburg ob der Tauber)
Brundorf (früher auch Brunzendorf genannt) ist ein Gemeindeteil der Großen Kreisstadt Rothenburg ob der Tauber im Landkreis Ansbach (Mittelfranken, Bayern). Brundorf liegt in der Gemarkung Leuzenbronn.

## Geographie
Der Weiler ist ringsum von Ackerland umgeben. Eine Gemeindeverbindungsstraße führt zur Staatsstraße 1022 (0,8 km südöstlich) bzw. zu einer Gemeindeverbindungsstraße (0,4 km nördlich), die nach Leuzenbronn (0,7 km westlich) bzw. zur Lukasrödermühle verläuft (2,5 km östlich).

## Geschichte
Im Jahre 1799 gab es im Ort drei Haushalte, die alle die Reichsstadt Rothenburg als Grundherrn hatten.
Mit dem Gemeindeedikt (frühes 19. Jahrhundert) wurde Brundorf dem Steuerdistrikt und der Ruralgemeinde Leuzenbronn zugeordnet. Im Zuge der Gebietsreform in Bayern wurde Brundorf am 1. Juli 1972 nach Rothenburg eingemeindet.
Die Namensänderung von Brunzendorf auf Brundorf erfolgte in den 1970er Jahren.

## Einwohnerentwicklung
| Jahr      | 001818 | 001840 | 001861 | 001871 | 001885 | 001900 | 001925 | 001950 | 001961 | 001970 | 001987 |
| Einwohner | 34     | 32     | 38     | 40     | 41     | 41     | 42     | 61     | 31     | 33     | 22     |
| Häuser    | 5      | 5      |        |        | 5      | 6      | 5      | 5      | 6      |        | 5      |
| Quelle    | [ 9 ]  | [ 10 ] | [ 11 ] | [ 12 ] | [ 13 ] | [ 14 ] | [ 15 ] | [ 16 ] | [ 17 ] | [ 7 ]  | [ 1 ]  |

## Religion
Der Ort ist seit der Reformation evangelisch-lutherisch geprägt und bis heute nach St. Andreas (Leuzenbronn) gepfarrt. Die Einwohner römisch-katholischer Konfession sind nach St. Johannis (Rothenburg ob der Tauber) gepfarrt.